# 이복원
이복원(李福源, 1719년 ~ 1792년)은 조선의 문신이다. 본관은 연안(延安). 자는 수지(綏之), 호는 쌍계(雙溪)이다. 정조 때 좌의정을 지냈다.

## 생애
1754년 증광 문과에 을과로 급제하여 지평, 헌납, 교리를 지내고 승지가 되고 부제조를 거쳐 이조참의가 되었다. 이후 대사간을 거쳐 예조참판, 병조참판, 이조참판에 이어 대사성, 대사간에 이어 대사헌, 대제학, 형조판서, 의정부우참찬, 병조판서, 한성부판윤, 강화유수, 지경연사, 예문관제학, 공조판서, 원임제학, 내각제학을 거쳐 의정부우의정이 되고, 우의정, 좌의정에 이르렀는데 의정부좌의정에 이르고 판중추부사로 치사했다가 영중추부사가 된 뒤 다시 좌의정을 하고 물러났다. 시호는 문정(文靖)이다.